# Józef Holewiński

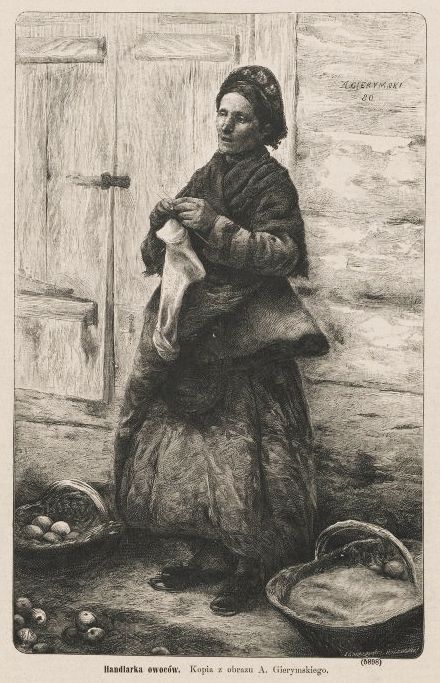
Handlarka owoców - drzeworyt Józefa Holewińskiego i Edwarda Gorazdowskiego według obrazu Aleksandra Gierymskiego, 1881

Józef Holewiński (ur. 17 marca 1848 w Warszawie, zm. 20 stycznia 1917 tamże) – drzeworytnik warszawski, artysta-malarz, ilustrator; jeden z wybitnych polskich ksylografów.

## Życiorys
Malarstwa uczył się w warszawskiej Szkole Rysunkowej Wojciecha Gersona, natomiast sztuki drzeworytu interpretacyjnego u Jana Styfiego (od 1864). Pod jego kierunkiem rozpoczął w 1865 pracę w drzeworytni „Kłosów”; po upadku czasopisma w 1890 przeszedł do „Tygodnika Ilustrowanego”, w którym (od 1891) pełnił funkcję kierownika artystycznego; na stanowisku tym pozostał do śmierci w 1917; przez jakiś czas prowadził dział ilustracji w tygodniku „Wędrowiec”; współpracował także z zagranicznymi magazynami "Moderne Kunst" i "Gazette des Beaux Arts"
Za swoje drzeworyty Holewiński był wielokrotnie nagradzany: w 1873 otrzymał dyplom uznania na Wystawie Powszechnej w Wiedniu; w 1886 nagrodę pieniężną a w 1888 pierwszą nagrodę na I i III Wystawie Dzieł Sztuki Ornamentacyjnej i Reprodukcyjnej w Warszawie; w 1886 pierwszą nagrodę na wystawie Towarzystwa Zachęty Sztuk Pięknych w Warszawie za drzeworyt Sabała, rytowany według rysunku Stanisława Witkiewicza; w 1895 złoty medal w Monachium i wielki medal srebrny na Wystawie Sztuki Drukarskiej w Petersburgu.
W latach 1907–1909 wykładał rysunek w ramach Kursów Politechnicznych na Wydziale Technicznym Towarzystwa Kursów Naukowych w Warszawie. W tych latach był także członkiem TKN.
Był w związku małżeńskim z Marią z d. Osińską, mieli córkę Helenę oraz syna, artystę rysownika Jana.
Spoczywa na cmentarzu Powązkowskim w Warszawie (kwatera 171-1-6/7).

## Twórczość drzeworytnicza
Drzeworyty Holewińskiego odznaczają się subtelną kreską, miękkim i delikatnym światłocieniem oraz znakomitą interpretacją oryginału; perfekcyjnie odtwarzał dzieła Michała Andriollego, Józefa Chełmońskirgo, Aleksandra Gierymskiego, Juliusza Kossaka, Jana Matejki, Ksawerego Pillatiego, Józefa Szermentowskiego, Stanisława Witkiewicza i wielu innych. W 1881 wspólnie z Edwardem Gorazdowskim wykonał drzeworyt według obrazu Aleksandra Gierymskiego, pt. Handlarka owoców - uważany za jeden z najlepszych ówczesnych drzeworytów polskich. Na szczególną uwagę zasługują jeszcze drzeworyty rytowane dla Michała Andriollego do książek: Klechdy K.W. Wójcickiego, Stara baśń J.I. Kraszewskiego (1879) i Bohaterki poezji polskiej (1885), oraz do Albumu Jana Matejki (1874).